# Trichocolea rudimentaris
Trichocolea rudimentaris là một loài rêu trong họ Trichocoleaceae. Loài này được Stephani mô tả khoa học đầu tiên.
Danh pháp khoa học của loài này chưa được làm sáng tỏ. 